# 2723 Gorshkov
2723 Gorshkov eller 1978 QL2 är en asteroid i huvudbältet som upptäcktes den 31 augusti 1978 av den rysk-sovjetiske astronomen Nikolaj Tjernych vid Krims astrofysiska observatorium på Krim. Den har fått sitt namn efter den ryske och sovjetiske astronomen Pjotr Gorsjkov (1883–1975).
Asteroiden har en diameter på ungefär tolv kilometer och den tillhör asteroidgruppen Themis.